# Campeonato Mundial de Atletismo Sub-20 de 2016 - 5000 m feminino
A prova dos 5000 metros rasos feminino do Campeonato Mundial de Atletismo Sub-20 de 2016 ocorreu no dia 23 de julho em Bydgoszcz, na Polônia. 

## Recordes
Antes desta competição, os recordes mundiais e do campeonato nesta prova eram os seguintes:
|     | Nome             | Nacionalidade | Tempo    | Local     | Data                |
| --- | ---------------- | ------------- | -------- | --------- | ------------------- |
| WJR | Tirunesh Dibaba  | Etiópia       | 14:30.88 | Bergen    | 11 de junho de 2004 |
| CR  | Genzebe Dibaba   | Etiópia       | 15:08.06 | Moncton   | 21 de julho de 2010 |
| WJL | Letesenbet Gidey | Etiópia       | 14:45.63 | Barcelona | 30 de junho de 2016 |

## Medalhistas
| Ouro                  | Prata                      | Bronze             |
| Kalkidan Fentie (ETH) | Emmaculate Chepkirui (KEN) | Bontu Rebitu (BHR) |

## Cronograma
Todos os horários são locais (UTC+1).
| Data        | Hora  | Evento |
| ----------- | ----- | ------ |
| 23 de julho | 10:30 | Final  |

## Resultado final
A prova final foi realizada no dia 23 de julho às 10:30.  
| Posição           | Atleta                   | Nacionalidade  | Tempo    | Notas           |
| ----------------- | ------------------------ | -------------- | -------- | --------------- |
| Medalha de ouro   | Kalkidan Fentie          | Etiópia        | 15:29.64 | Recorde pessoal |
| Medalha de prata  | Emmaculate Chepkirui     | Quênia         | 15:31.12 | Recorde pessoal |
| Medalha de bronze | Bontu Rebitu             | Bahrein        | 15:31.93 |                 |
| 4                 | Mercyline Chelangat      | Uganda         | 15:34.09 | Recorde pessoal |
| 5                 | Yitayish Mekonene        | Etiópia        | 15:34.37 | Recorde pessoal |
| 6                 | Catherine Syokau Mwanzau | Quênia         | 15:37.79 | Recorde pessoal |
| 7                 | Dalila Abdulkadir Gosa   | Bahrein        | 15:38.56 |                 |
| 8                 | Rika Kaseda              | Japão          | 15:39.66 | Recorde pessoal |
| 9                 | Alina Reh                | Alemanha       | 15:41.62 | NJR             |
| 10                | Branna MacDougall        | Canadá         | 15:48.80 | NJR             |
| 11                | Anna Rohrer              | Estados Unidos | 15:49.42 |                 |
| 12                | Mikuni Yada              | Japão          | 15:49.63 |                 |
| 13                | Salome Nyirarukundo      | Ruanda         | 15:57.68 | NJR             |
| 14                | Annabel McDermott        | Austrália      | 16:08.44 |                 |
| 15                | Saida Meneses            | Peru           | 16:36.04 | NJR             |
| 16                | Bella Burda              | Estados Unidos | 16:43.87 |                 |
| 17                | Elsa Racasan             | França         | 17:13.18 |                 |
| 18                | Ciren Cuomu              | China          | 17:24.32 |                 |
| 19                | Nebyat Abraham           | Eritreia       | DNS      |                 |

Legenda
| Recorde mundial       | Recorde mundial (World record)               |                       | Recorde africano                      | Recorde africano (African) |                                           | Q | Classificado por posição (Qualified) |
| Recorde do campeonato | Recorde do campeonato (Championship record)  | Recorde da América    | Recorde da América (Americas)         | q                          | Classificado por melhor tempo (Qualified) |   |                                      |
| Melhor marca do ano   | Melhor marca do ano (World leading)          | Recorde asiático      | Recorde asiático (Asian)              | DNS                        | Não largou (Did not start)                |   |                                      |
| Recorde nacional      | Recorde nacional (National record)           | Recorde europeu       | Recorde europeu (European)            | DNF                        | Não terminou (Did not finish)             |   |                                      |
| Recorde pessoal       | Recorde pessoal do atleta (Personal best)    | Recorde da Oceania    | Recorde da Oceania (Oceania)          | DSQ / DQ                   | Desclassificado (Disqualified)            |   |                                      |
| Recorde da temporada  | Recorde da temporada do atleta (Season best) | Recorde sul-americano | Recorde sul-americano (South America) | NM                         | Sem marca (No mark)                       |   |                                      |